# Paul Wernle
Paul Wernle (1 de mayo de 1872 - 11 de abril de 1939) fue un teólogo suizo nacido en Hottingen, hoy parte de la ciudad de Zürich.

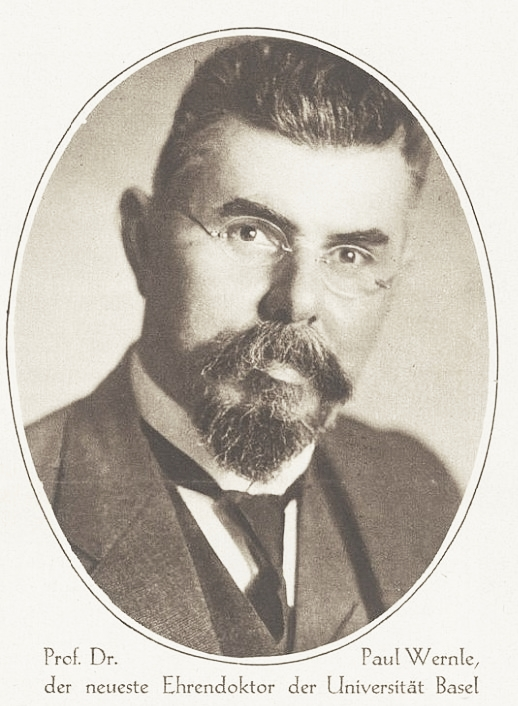
Paul Wernle

Estudió en las universidades de Basilea, Berlín y Gotinga. En Basilea fue un estudiante de Bernhard Duhm (1847-1928), y en Gotinga fue influenciado por Wilhelm Bousset (1865-1920). En 1900 fue nombrado profesor asociado en Basilea, donde en 1905 fue nombrado catedrático de Estudios del Nuevo Testamento. En el curso de su carrera enseñó clases de dogmática, la historia de la Iglesia, et al.
Wernle fue un representante de la llamada "Religionsgeschichtliche Schule" (Escuela de Historia de las Religiones). Su experiencia en el campo de análisis del Nuevo Testamento, y es recordado por su gran trabajo que implica investigación sinóptica y Paulina.

## Publicaciones seleccionadas
- Paulus als Heidenmissionar (Paul como misionario), 1899
- Die Anfänge unserer Religion (Los Comienzos de Nuestra Religión), 1901
- Die Quellen des Lebens Jesu. Mohr (Las Fuentes de la vida de Jesus), 1906
- Lessing und das Christentum (Lessing y el Cristianismo), 1912
- Der schweizerische Protestantismus in der Zeit der Helvetik 1798-1803 (Protestantismo suizo en los años 1798-1803), 1938-42